# Ксиновриси
Ксиновриси (на гръцки: Ξινόβρυση) със старо име до 1914 г. Бистиника или Бестиника (на гръцки: Μπιστινίκα ή Μπεστινίκα) е полупланинско село на Пилио намиращо се на 47 км от Волос, Гърция. Според Янис Кордатос старото му име идва от „пещ“.
Над селския площад се издига трикорабната базилика „Успение Богородично“, построена през 1778 г. в типичната Пелионска архитектура. Църквата е ремонтирана и действаща, като жителите на селото се черкуват и в близкия параклис „Света Параскева“.
Селото е туристическа дестинация, като много посетители го посещават за да се любуват на прекрасните плажове в района, с изглед към Егейско море и Скиатос.